# Jezioro Okonińskie
Jezioro Okonińskie – jezioro w woj. kujawsko-pomorskim, w powiecie tucholskim, w gminie Śliwice, leżące na terenie Borów Tucholskich.

## Dane morfometryczne
Powierzchnia zwierciadła wody wynosi 106,5 ha.
Zwierciadło wody położone jest na wysokości 119,7 m n.p.m. Średnia głębokość jeziora wynosi 8,8 m, natomiast głębokość maksymalna 24,5 m.
Na podstawie badań przeprowadzonych w 2000 roku wody jeziora zaliczono do II klasy czystości i II kategorii podatności na degradację.
W roku 1988 wody jeziora również zaliczono do II klasy czystości.

## Hydronimia
Według urzędowego spisu opracowanego przez Komisję Nazw Miejscowości i Obiektów Fizjograficznych (KNMiOF) nazwa tego jeziora to Jezioro Okonińskie.